# Honestatis fructus in conscientia quam in fama reponatur
La frase latina honestatis fructus in conscientia quam in fama reponatur (lett. "il frutto dell'onestà sia riposto nella coscienza piuttosto che nelle parole della gente") è un pensiero che Plinio il Giovane esprime in una lettera del suo ricco epistolario (ep. 1, 18, 14).
Il messaggio dello scrittore ha valenza universale. È un chiaro invito a non ricercare nella gloria o nella fama l'unica motivazione della propria onestà e correttezza.